# Little Sioux (rivière)

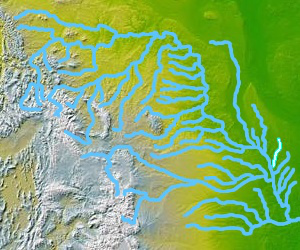
La rivière Little Sioux, en évidence sur une carte des affluents du Missouri (rivière)

La rivière Little Sioux est un cours d'eau des États-Unis. Il prend sa source dans le sud-ouest du Minnesota, près de la frontière avec l'Iowa, et continue de couler au sud-ouest sur une distance de 415 km à travers le nord-ouest de l'Iowa dans la rivière Missouri à Little Sioux. La Little Sioux river s'appelait Eaneah-waudepon ou "Stone River" pour les Indiens Sioux. Ses affluents comprennent la rivière Ocheyedan, la rivière Maple et la fourche ouest de la rivière. La petite rivière Sioux fait partie intégrante du Nepper Watershed Project, un programme majeur de lutte contre les inondations et de conservation des sols dans l'Iowa lancé en 1947.